# お伊勢さんEXPRESS福岡号

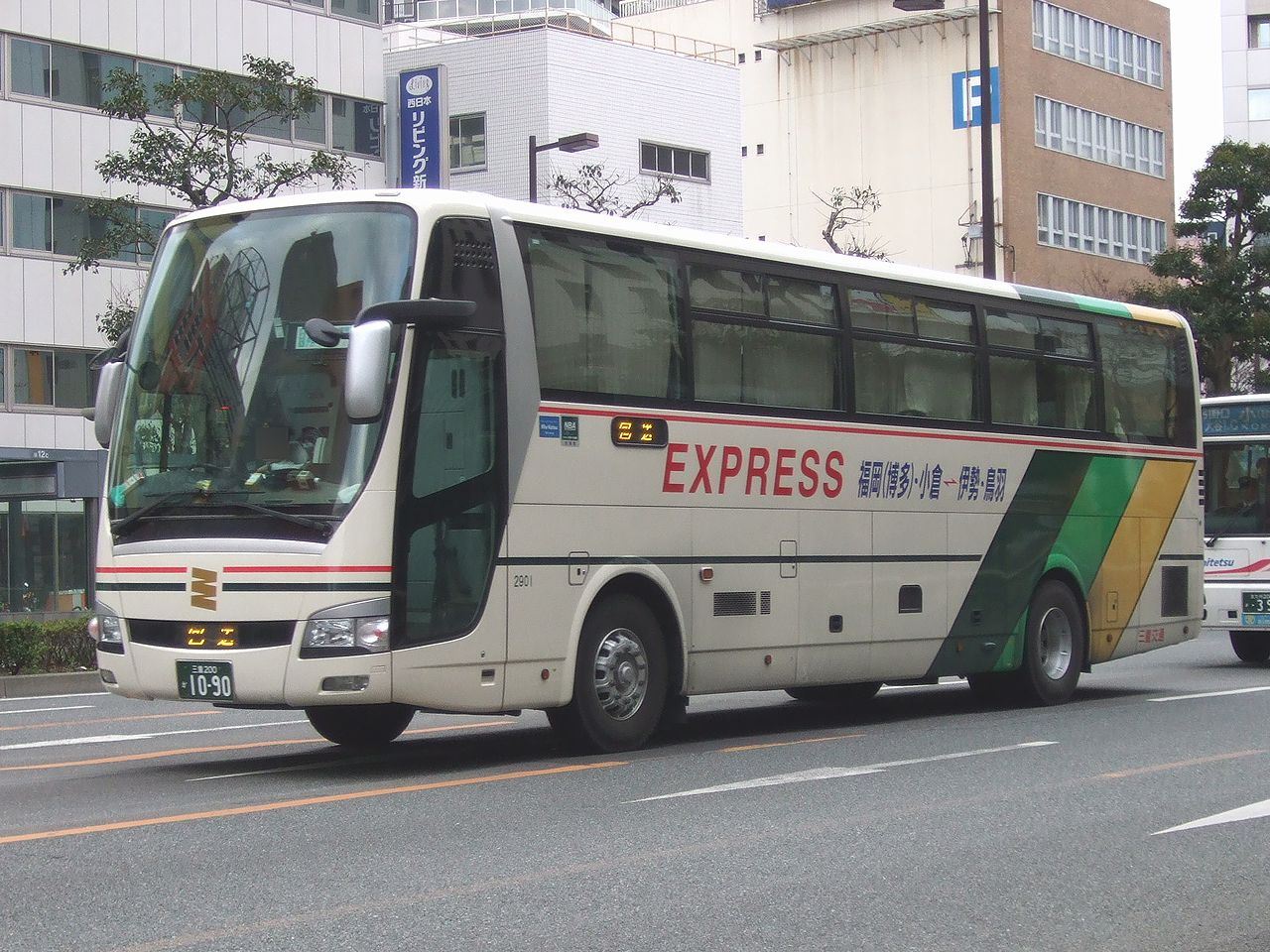
三重交通の専用車

お伊勢さんEXPRESS福岡号（おいせさんエクスプレスふくおかごう）は三重県鳥羽市と福岡県福岡市を結んでいた高速バス路線。

## 概要
三重県鳥羽市・伊勢市・松阪市・津市・鈴鹿市・四日市市と福岡県北九州市・福岡市を結んでいた。三重県内での運行経路に伊賀地区や東紀州地区は含まれておらず、それらの地区での乗降扱いはなかった。

## 運行会社
- 西鉄高速バス（福岡本社）
※ 2013年3月末まで。以後は発券・運行支援のみ担当していた。
- 三重交通 （伊勢営業所）
※ 同社での路線名は「高速三重福岡線」であった。

## 停車停留所・運行経路
太字は停車停留所。三重県内・福岡県内のみの利用は不可。
鳥羽バスセンター - 二見浦表参道 - 伊勢市駅前 - 松阪駅前 - 三重会館前 - 津駅前 - 白子駅西口 - 三交鈴鹿 - 近鉄四日市 - （東名阪自動車道） - （新名神高速道路） - （名神高速道路） - （中国自動車道） - （山陽自動車道） - （関門橋） - 小倉駅前 - 砂津 - （北九州高速4号線） - 黒崎IC（引野口） - （九州自動車道） - 博多バスターミナル - キャナルシティ博多前 - 西鉄天神バスセンター

## 沿革
- 2010年 4月 9日 - 運行認可申請[1][2][3]。
- 2010年 6月16日 - 予約受付開始[4][5]。
- 2010年 7月 2日 - 運行認可[6]。
- 2010年 7月16日 - 運行開始[7]。
- 2011年 7月 1日 - 三重交通が自社専用車両を導入[8]（それまで運行開始時より西鉄から車両を借用して運行していた）。
- 2011年10月 7日 - 週末と繁忙期の限定運行への変更を発表[9][10]。
- 2011年11月14日 - 運行日を週末と繁忙期に限定化。繁忙期以外の運賃を値下げ。
- 2013年 4月 1日 - 週末の運行形態を変更（三重発が木・金・土 ／ 福岡発が金・土・日）[11]。三重交通の単独運行となる。西鉄高速バスは撤退し運行支援業務のみ継続。
- 2014年 1月 5日 - 福岡発三重行きの運行を最後に運行終了[12]。

## その他
- 全便座席指定制で乗車には予約が必要である。なお予約システムは西鉄が参加している「ハイウェイバスドットコム」のみに設置されており、三重交通が参加している「発車オ〜ライネット」には設置されていなかった。